# Umpolung
Umpolung of inversie van de polarisatie is een concept in de organische chemie waarbij een functionele groep door een welbepaalde ingreep van polarisatie verandert (de donor-eigenschappen worden dus omgezet in acceptor-eigenschappen en omgekeerd). Deze verandering kan leiden tot nieuwe reacties, die in het geval van een normale polarisatie niet mogelijk zijn. Het concept werd geïntroduceerd door de Duitse scheikundige Dieter Seebach en de Amerikaanse scheikundige Elias James Corey. De term umpolung, die in het Duits ompoling betekent, wordt meestal onvertaald gelaten. Klassieke umpolung-reacties zijn reacties met Grignard-reagentia en de benzoïnecondensatie.

## Umpolung van de carbonylgroep
De uitgebreidste toepassing van de umpolung is de inversie van de polarisatie van de carbonylgroep. Deze functionele groep bestaat uit een koolstofatoom dat dubbel gebonden is met zuurstof. Hierdoor is koolstof partieel positief geladen en zuurstof partieel negatief; koolstof is dus een elektrofiel centrum en kan bijgevolg niet reageren met elektrofielen. Echter, in sommige reacties dient dit koolstofatoom partieel negatief geladen te zijn en zich dus te dragen als een nucleofiel. In termen van retrosynthetische analyse komt het erop neer dat een acylkation (waarbij koolstof de normale positieve polarisatie bezit) nu in een acylanion moet worden omgezet.
Er bestaan enkele methoden of alternatieve reagentia die hiervoor kunnen zorgen:
- Omzetting van de carbonylgroep tot een thioacetaal
- Gebruikmaken van nitroalkanen
- Gebruikmaken van cyanohydrines
- Gebruikmaken van enolethers
- Gebruikmaken van acetyliden

### Thioacetalen
Door de reactie van 1,3-propaandithiol met een carbonylverbinding, gekatalyseerd door een Lewis-zuur, ontstaat een thioacetaal (met name een 1,3-dithiaan). In het geval dat het carbonylkoolstof gebonden is aan een waterstofatoom, zoals in een aldehyde, kan dit met een zeer sterke organische base (zoals n-butyllithium) gedeprotoneerd worden, waarbij een carbanion ontstaat. Op deze manier verkrijgt het van oorsprong elektrofiele carbonylkoolstof nu een negatieve lading. De negatieve lading wordt gestabiliseerd door de aanwezigheid van d-orbitalen op zwavel.
Het ontstane 2-lithio-1,3-dithiaan kan als nucleofiel optreden in een SN2-reactie met alkyl- of arylhalogeniden, zoals benzylbromide of 1-chloorbutaan, met epoxiden en met andere carbonylverbindingen:
Deze reactie staat bekend als de Corey-Seebach-reactie.
Daarnaast levert de reactie met specifieke reagentia α-ketoverbindingen op:
- Met aldehyden worden α-hydroxyketonen gevormd.
- Met esters van mierenzuur worden α-ketoaldehyden gevormd.
- Met esters van carbonzuren worden α-ketocarbonylverbindingen gevormd.
- Met esters van chloormierenzuur worden α-ketoesters gevormd.
- Met koolstofdioxide worden α-ketocarbonzuren gevormd.

Het dithiaan wordt na afloop van de reactie gehydrolyseerd met een mengsel van kwik(II)chloride, kwik(II)oxide en water. Daarnaast wordt ook [bis(trifluoroacetoxy)jood]benzeen als hydrolysereagens gebruikt. Door het hoge nucleofiele karakter van zwavel ten opzichte van zuurstof, is het niet mogelijk om de hydrolyse enkel met water te bewerkstelligen. Dit in tegenstelling tot de hydrolyse van acetalen, die zelfs met licht-zuur water kunnen gesplitst worden.

### Nitroalkanen
Het α-waterstofatoom van nitroalkanen is zeer zuur, omwille van de stabilisatie door resonantie. Zo bedraagt de pKa van nitroethaan 8,5 en daarmee is het ongeveer 10 miljoen keer zuurder dan water. Het ontstane carbanion na deprotonering met een base kan als nucleofiel optreden. Zo kan het met aldehyden reageren tot een α-hydroxynitroverbinding (Henry-reactie). De nitrogroep kan vervolgens geconverteerd worden in een carbonylgroep met behulp van de Nef-reactie. Een voorbeeld is de reactie van nitromethaan met een aldehyde tot een α-hydroxyaldehyde:
Dergelijke reacties wordt regelmatig gebruikt bij de synthese van suikers.

### Cyanohydrines
Een cyanohydrine waarvan het alcoholgedeelte beschermd is als acetaal (bijvoorbeeld door reactie met ethylvinylether of dihydropyraan) bezit eveneens een zuur waterstofatoom. Deprotonering leidt tot vorming van een carbanion, dat door het nitrilgedeelte via resonantie gestabiliseerd wordt. Dit carbanion kan optreden als nucleofiel en gealkyleerd worden door reactie met een alkylhalogenide. Daarop wordt het acetaal gehydrolyseerd in zuur milieu en vervolgens wordt de nitrilfunctie geëlimineerd met een waterige oplossing van natriumhydroxide. Hierbij wordt het overeenkomstige keton gevormd.

### Enolethers
Een enolether kan met een zeer sterke base, zoals tert-butyllithium, gedeprotoneerd worden. Het gevormde carbanion treedt op als nucleofiel en kan bijvoorbeeld reageren met een alkylhalogenide. Daaropvolgende hydrolyse in zuur waterig midden leidt tot vorming van de carbonylverbinding.

### Acetyliden
Lithiumacetylide kan optreden als synthetisch equivalent van een acylanion, omdat het als nucleofiel reageert met alkylhalogeniden tot eindstandige alkynen. Deze kunnen gehydrolyseerd worden (gekatalyseerd door kwik(II)sulfaat) tot het corresponderende keton.

## Umpolung van een enon
Bij een klassieke nucleofiele geconjugeerde additie bezit het β-koolstofatoom in een enon elektrofiele (elektronaccepterende) eigenschappen. In bepaalde gevallen kan deze reactieplaats echter omgezet worden tot een nucleofiel centrum. Een voorbeeld is de reactie van een persistent carbeen met een enon, waarbij in eerste instantie een carbokation ontstaat in de heterocyclische ring (2a). Het β-koolstofatoom van het enon draagt nog een waterstofatoom dat nu kan worden geabstraheerd met behulp van een sterke base. Het ontstane carbanion wordt gestabiliseerd door aanwezigheid van het naburige carbokation (2b). Hierbij kan het carbanion als nucleofiel optreden, met vorming van een vijfring (3). Additie van een fosfaat leidt tot afsplitsing van het carbeen en hervorming van het enon (4).

## Umpolung van een amine
Een stikstofatoom in een amine bezit nucleofiele eigenschappen omwille van de aanwezigheid van een vrij elektronenpaar. Deze polarisatie kan worden omgekeerd wanneer het stikstofatoom een primair of secundair amine wordt gesubstitueerd met een goede leaving group (zoals een halogeen, een alkoxygroep of een tosylgroep). De resulterende verbinding kan nu optreden als elektrofiel en reageren met nucleofielen. Een voorbeeld is de elektrofiele aminering van carbanionen.

## Grignard-reagentia
De bereiding van Grignard-reagentia verloopt ruwweg door het insereren van magnesium in een koolstof-halogeenbinding. Daar waar koolstof in een halogeenalkaan positief gepolariseerd is, verkrijgt het in het overeenkomstig organomagnesiumhalogenide een negatieve polarisatie. Ook dit is een vorm van umpolung.